# Designated Marksman Rifle

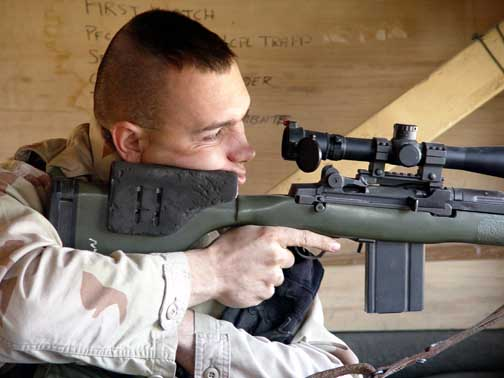
Schütze des US Marine Corps mit einem M14 DMR (Designated Marksman Rifle)

(Squad) Designated Marksman Rifle (DMR/SDMR) ist der englische Begriff für ein Selbstladegewehr mit Zielfernrohr mit ausgesuchtem Lauf als Infanteriebewaffnung. Die Literatur spricht auch von „Enhanced Battle Rifle (EBR, verbessertes Kampfgewehr)“, einem ZF-Gewehr oder auch einem schweren Sturmgewehr. Es handelt sich dabei um modifizierte Ordonnanzwaffen, die darauf ausgelegt sind, die Gefechtsdistanz zwischen Sturmgewehren (bis 400 m) und dem Scharfschützengewehr (über 800 m) zu schließen.

## Hintergrund

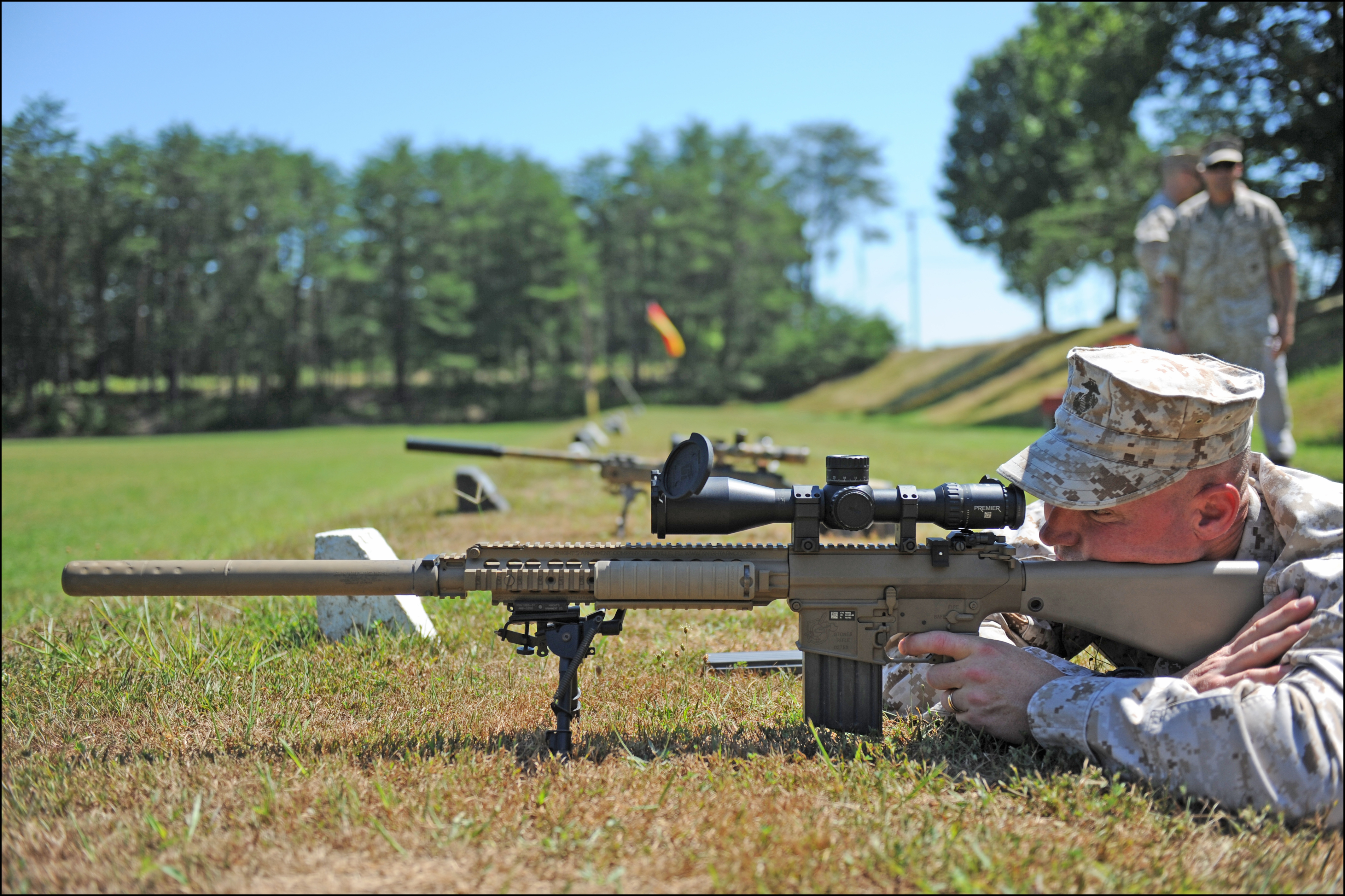
US-Marine mit einem M110 SASS

Der Scharfschützentrupp setzt Selbstlader ein, wenn schnelle Folgeschüsse notwendig sind. Dies ist bei Mehrfach- oder beweglichen Zielen der Fall. In Einsätzen mit kurzen Kampfentfernungen, häufigen Stellungswechseln und hoher Dynamik können Selbstladegewehre ihre Vorteile hinsichtlich schneller Folgeschüsse und großer Magazinkapazität nutzen. Zeitgemäß sind halbautomatische Scharfschützensysteme „Semi Automatic Sniper Systems“ (SASS) oder auch als „Sniper Support Weapons“.

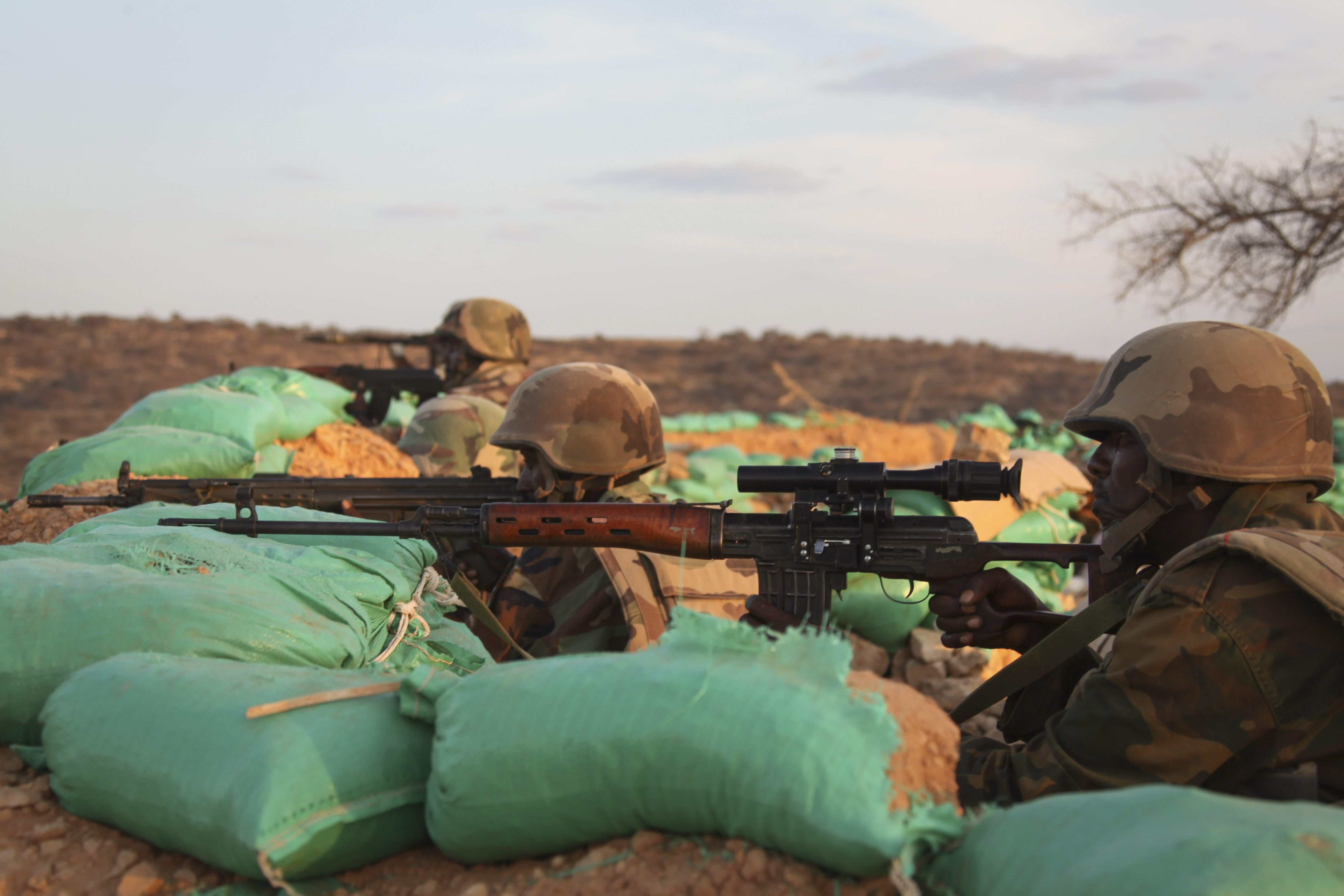
Im Gegensatz zum eigenständig operierenden Scharfschützen ist ein Gruppenscharfschütze (Designated Marksman) Teil einer Infanteriegruppe, um deren effektive Reichweite zu erhöhen. Das Dragunow-Scharfschützengewehr ist das erste für diesen Einsatzzweck geschaffene Designated Marksman Rifle.

Der Designated Marksman entspricht von der Konzeption her dem in der Infanteriegruppe der Bundeswehr eingebundenen Zielfernrohrschützen, der seinerzeit als Scharfschütze bezeichnet wurde. Nach heutigem Verständnis ist ein Scharfschütze intensiver ausgebildet, führt das Gefecht einem Zug unterstellt eigenständig im Rahmen seiner Kompanie und verfügt über eine auf seinen Auftrag abgestimmte umfangreiche Ausrüstung einschließlich eines Repetiergewehrs als Hauptbewaffnung. Der Scharfschütze wird von einem Beobachter, dem „Spotter“, unterstützt, der ebenfalls als Scharfschütze ausgebildet ist. Zielfernrohrschützen hingegen kämpfen alleine oder zu zweit in die Infanteriegruppe eingebunden und verfügen mit dem DMR über ein Selbstladegewehr. Basiert das DMR auf einem Sturmgewehr, so wird in der Regel auf dessen Möglichkeit, Dauerfeuer zu schießen, verzichtet. Anwender sollen in hochdynamischen Einsatzszenarien auf Distanzen zwischen 600 und 800 Meter Ziele jenseits des infanteristischen Halbkilometers schnell identifizieren und bekämpfen. Idealerweise entstammen diese Modelle der Standard-Handwaffenfamilie. Das erleichtert Ausbildung, Bedienung und Ersatzteilversorgung. Weiterhin erschwert es dem Gegner, den sich mit seiner Gruppe bewegenden Zielfernrohrschützen sofort zu erkennen.

## Waffen
Ein häufiges Merkmal der heute genutzten DMR in westlichen Streitkräften ist die Nutzung des bereits 1953 eingeführten Kalibers 7,62 × 51 mm NATO, das gegenüber dem später eingeführten Kaliber 5,56 × 45 mm NATO größere ballistische Reserven bietet.

### Deutschland

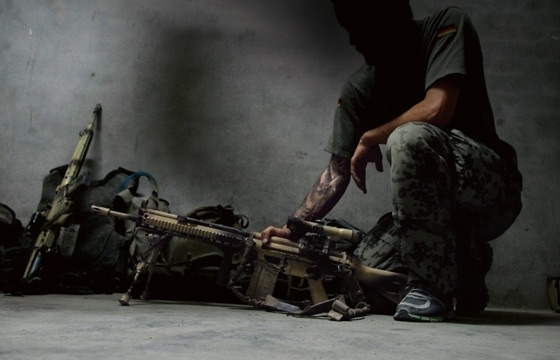
Bundeswehrsoldat eines Scharfschützentrupps in Chahar Darreh, Kundus, mit einem angepassten G3ZF

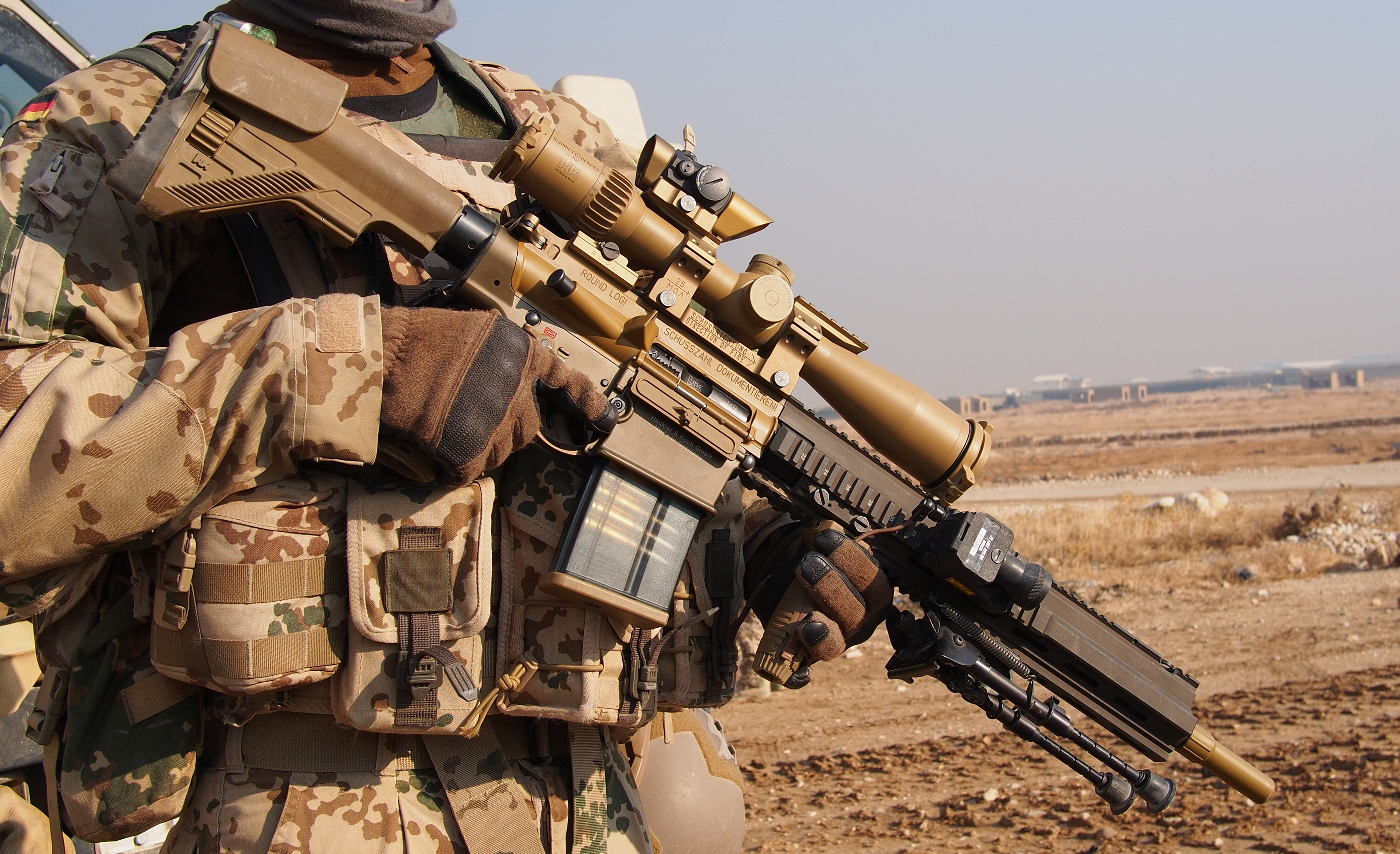
Bundeswehrsoldat mit einem G28

Einige Bundeswehr-Truppenteile forderten ab 2008 aus den Depots G3-Sturmgewehre an und nahmen diese mit in den ISAF-Einsatz nach Afghanistan. Neben dem serienmäßigen FERO-Z24-Zielfernrohr auf STANAG-Spannmontage nutzte die Truppe teils in Eigeninitiative angebrachte Visierungen und weitere Anbauteile, um das G3ZF an den DMR-Einsatzzweck anzupassen.
Als Zwischenlösung werden einige G3A3ZF zu G3A3ZF-DMR aptiert. Wesentliche Veränderungen sind ein auf Einzelfeuer gesperrtes Griffstück, eine Picatinny-Schiene zur Aufnahme von Zweibein, Laser-Licht-Modul und Sturmgriff sowie ein Schmidt & Bender-Zielfernrohr 3–12 × 50 PM II auf STANAG-Spannmontage.
Das G3A3ZF wird durch das G28, ein neues Präzisionsselbstladegewehr im Kaliber 7,62 × 51 mm mit einem neuen Zielfernrohr 3–20 × 50 von Schmidt & Bender ersetzt. Dazu kommen Nachtsichtoptiken sowie ein Rotpunktvisier für Nahdistanzen. Die Kampfentfernung beträgt 600 Meter.

### Israel

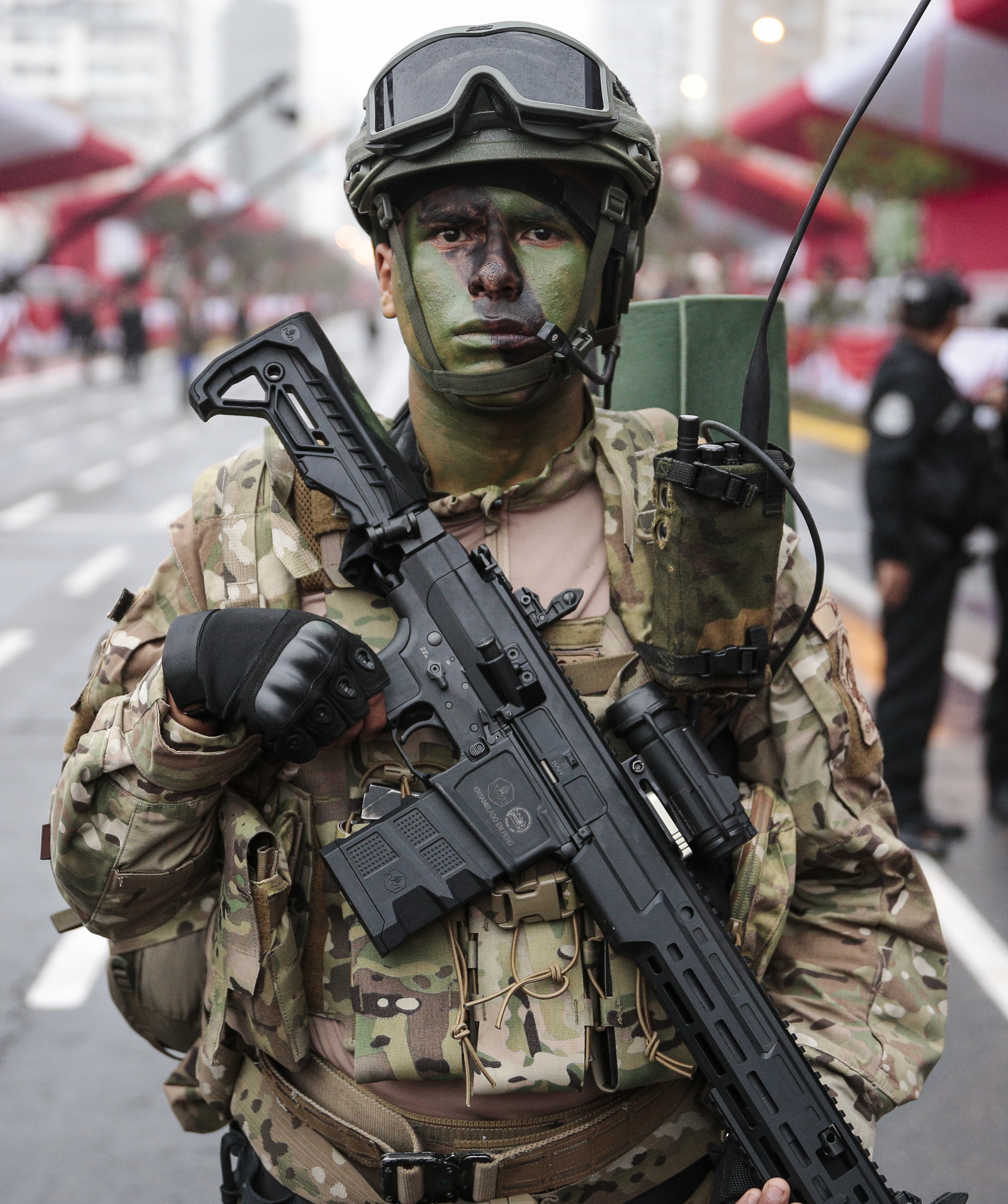
Peruanischer Soldat mit einem IWI ARAD 7

Das erste in Israel entwickelte DMR, welches an dessen Streitkräfte ausgeliefert wurde, ist das Galatz, eine modifizierte Version des Galil AR. Aktuell wird unter anderem das Barrett REC10 verwendet. Das IWI ARAD 7 wird derzeit in den peruanischen Streitkräften eingesetzt.

### Russland
Eine DMR-ähnliche Rolle erfüllt auch das bereits Anfang der 1960er-Jahre in der Sowjetarmee eingeführte Dragunow-Scharfschützengewehr. Manchmal werden die Waffen vom Schützen mit zum Teil aus Eigeninitiative oder sogar aus eigener Anfertigung stammenden Modifikationen und Ergänzungen versehen, um sie den individuellen Bedürfnissen und Vorlieben des Schützen anzupassen. Dazu gehören zum Beispiel Mini Red Dot Sights, das heißt Leuchtpunktzielvisiere, die sich parallel zu Zielfernrohren nutzen lassen.
Das Nachfolgemodell ist das Tschukawin-Scharfschützengewehr.

### Schweiz
Die Infanteristen der Schweizer Armee verfügten ab 1955 über mit Zielfernrohren ausgestattete Karabiner 31 im Kaliber GP 11 als DMR. Ab 1957 wurde das Sturmgewehr 57 in demselben Kaliber, ab 1990 das Sturmgewehr 90 im Kaliber Gw Pat 90 beschafft. Die Sturmgewehre verfügten jeweils über ein Zielfernrohr, wenn sie als DMR eingesetzt worden sind.
Im Jahr 2012 wurde für das Armee-Aufklärungsdetachement 10 das Sturmgewehr 12 im Kaliber 7,62 × 51 mm NATO als DMR beschafft. Es wurde 2020 durch das Sturmgewehr 20 von LMT in demselben Kaliber abgelöst.

### USA

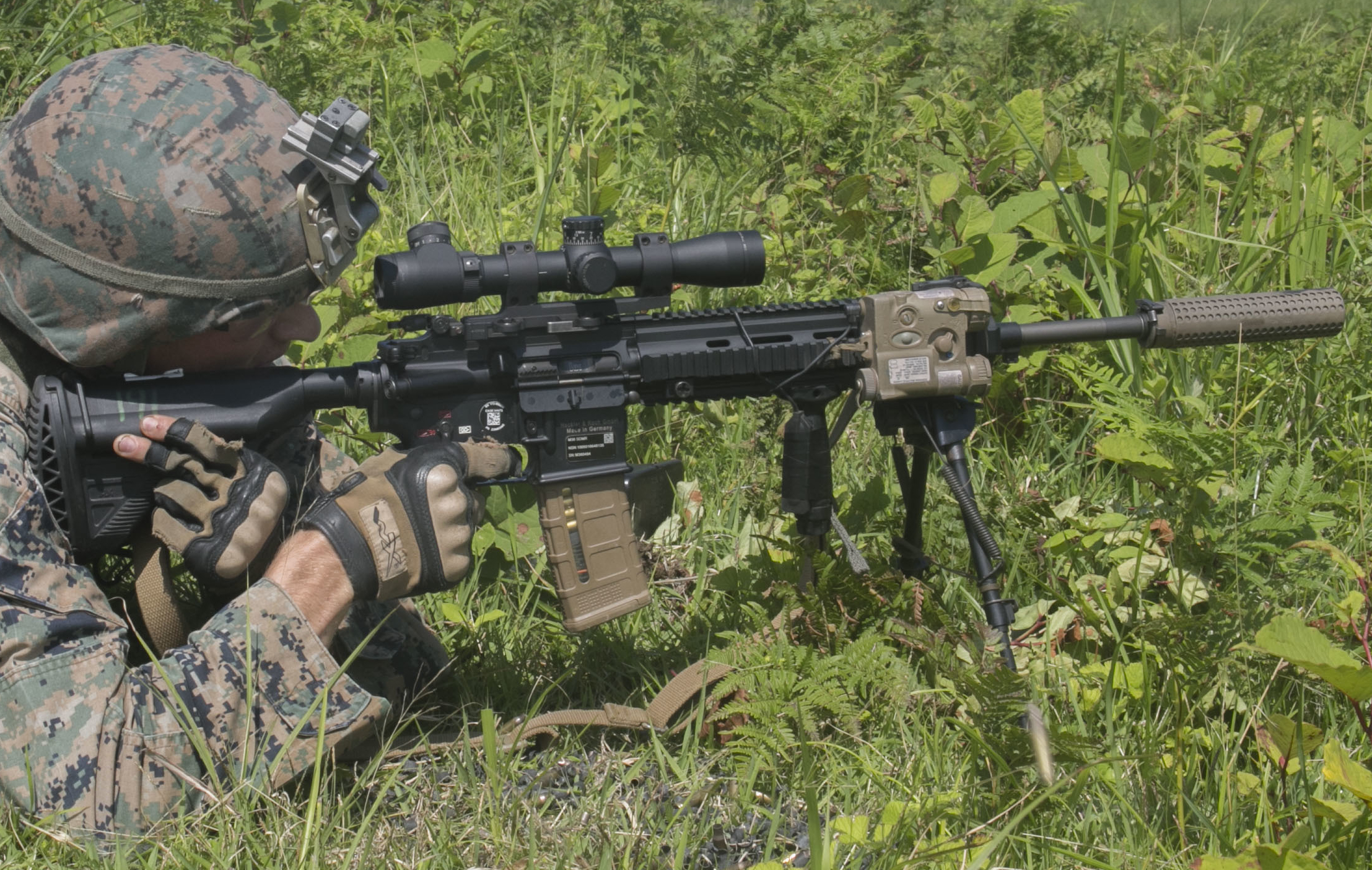
US-Marine mit einem M38

Die US-Streitkräfte nutzen als DMR eine modifizierte Version des M14. Das ehemalige Ordonnanzgewehr wurde zur Erhöhung der Präzision allgemein optimiert und modernisiert. Dazu gehört zum Beispiel ein Kunststoffschaft, ein präziserer Matchlauf und ein Zielfernrohr mit militärischem Absehen.
Das Marine Corps verwendet das M38, eine DMR-Variante des HK416, die vom M27 Infantry Automatic Rifle abgeleitet wurde.